# Danh sách nghệ sĩ được vinh danh tại Đại sảnh Danh vọng Rock and Roll

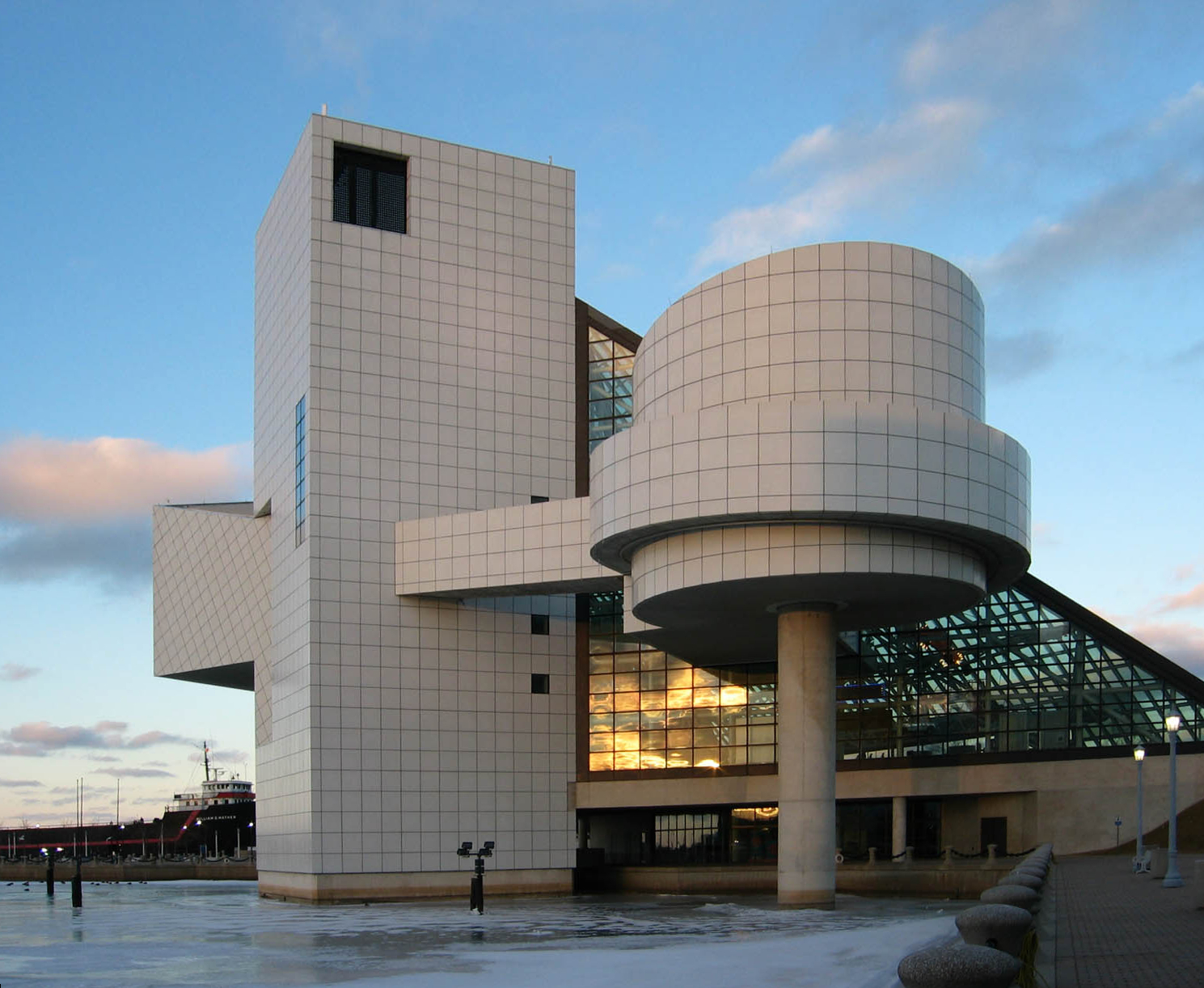
Đại sảnh Danh vọng Rock and Roll.

Đại sảnh Danh vọng Rock and Roll thành lập năm 1986 tại Cleveland, Ohio, Hoa Kỳ nhằm vinh danh các nghệ sĩ, nhóm nhạc, nhà sản xuất âm nhạc và các nhân vật khác đã có ảnh hưởng sâu sắc tới nền công nghiệp âm nhạc nói chung và thể loại nhạc rock and roll nói riêng. Ban đầu, danh sách này bao gồm 4 hạng mục chính: "Nghệ sĩ trình diễn" (ca sĩ đơn hoặc nhóm nhạc), "Nhân vật không phải nghệ sĩ trình diễn", "Nghệ sĩ có ảnh hưởng sớm" và "Thành tựu trọn đời". Từ năm 2000, một hạng mục mới được thêm vào danh sách là "Người hỗ trợ" ("Sideman").
"Nghệ sĩ trình diễn" là hạng mục duy nhất bầu chọn liên tục từ năm 1986 đến nay. Nghệ sĩ đủ điều kiện bổ nhiệm trong hạng mục này phải có 25 năm hoạt động sau khi phát hành đĩa thu âm đầu tay. Để ghi danh, một nghệ sĩ phải được đề cử bởi một hội đồng tuyển chọn, sàng lọc từ khắp nơi cho đến khi chỉ còn từ 9 đến 12 đề cử. Phiếu được gửi đến 600 "chuyên gia nhạc rock", những người thẩm định các đề cử và bầu chọn cho những ai xứng đáng. Những nghệ sĩ nhận nhiều số phiếu nhất hoặc đạt hơn 50% số phiếu sẽ được công nhận. Vào năm 2010, có năm người được ghi danh. Những hạng mục còn lại do các hội đồng đặc biệt chọn lọc. Tính đến năm 2017, những cái tên mới sẽ được vinh danh trong một buổi lễ thường niên diễn ra luân phiên ở New York và thành phố Đại sảnh Danh vọng tại Cleveland; trước đây, buổi lễ này tổ chức xoay quanh giữa Cleveland, New York và Los Angeles.
Đại sảnh Danh vọng Rock and Roll vấp phải nhiều chỉ trích vì cho rằng quá trình bầu chọn bị điểu khiển bởi một số ít cá nhân, việc đề cử quá nhiều nghệ sĩ thuộc các dòng nhạc không thực sự rock trong khi nhiều nghệ sĩ thuộc các dòng nhạc rock thực sự lại bị bỏ qua và vinh danh nhiều nhóm không đạt được lượng phiếu cao. Những thành viên còn lại của nhóm nhạc punk rock Sex Pistols khi biết tin họ được bầu vào danh sách năm 2006 đã từ chối tham dự buổi lễ, gọi Đại sảnh chỉ là thứ phù phiếm vớ vẩn ("piss stain").

## Danh sách

### Nghệ sĩ trình diễn
Hạng mục "Nghệ sĩ trình diễn" vinh danh các nghệ sĩ thu âm và nhóm nhạc "có ảnh hưởng sâu sắc tới nền công nghiệp âm nhạc nói chung và thể loại nhạc rock and roll nói riêng." Nghệ sĩ đủ điều kiện bổ nhiệm trong hạng mục này phải có 25 năm hoạt động sau khi phát hành đĩa thu âm đầu tay. Để ghi danh, một nghệ sĩ phải được đề cử bởi một hội đồng tuyển chọn, sàng lọc từ khắp nơi cho đến khi chỉ còn từ 9 đến 12 đề cử. Phiếu được gửi đến 600 "chuyên gia nhạc rock", những người thẩm định các đề cử và bầu chọn cho những ai xứng đáng. Những nghệ sĩ nhận nhiều số phiếu nhất hoặc đạt hơn 50% số phiếu sẽ được công nhận. Vào năm 2010, có năm người được ghi danh. Những hạng mục còn lại do các hội đồng đặc biệt chọn lọc. Vào năm 2012, 6 ban nhạc được bổ nhiệm trong hạng mục này bởi một nhóm bầu chọn đặc biệt, dựa theo tính chất gây tranh cãi khi ban nhạc bị bỏ qua trong lúc ca sĩ chính của họ được vinh danh. Terry Stewart, một thành viên của ủy ban bầu chọn, chia sẻ rằng "Có rất nhiều tranh luận về vấn đề này [...] Luôn có tranh cãi tại sao nhóm nhạc không được nhắc đến khi ca sĩ chính bước lên bục công nhận. Thật lòng mà nói, chẳng ai có thể lý giải câu hỏi trên – cũng đã lâu lắm rồi... Chúng tôi quyết định họp mặt như một tổ chức và nhìn nhận vấn đề này. Đây chính là kết quả."

#### Thập niên 1980
| Năm  | Ảnh                          | Nghệ sĩ             | Những thành viên được tiến cử                                                                                         | Người tiến cử                    |
| ---- | ---------------------------- | ------------------- | --- | -------------------------------- |
| 1986 |                              | Chuck Berry         | — | Keith Richards[N2]               |
| 1986 |                              | James Brown         | — | Steve Winwood[N2]                |
| 1986 |                              | Ray Charles         | — | Quincy Jones[N2]                 |
| 1986 |                              | Sam Cooke           | — | Herb Alpert[N2]                  |
| 1986 |                              | Fats Domino         | — | Billy Joel[N2]                   |
| 1986 |                              | The Everly Brothers | Bao gồm Don Everly và Phil Everly.                                                                                    | Neil Young[N2]                   |
| 1986 |                              | Buddy Holly         | — | John Fogerty[N2]                 |
| 1986 |                              | Jerry Lee Lewis     | — | Hank Williams Jr.                |
| 1986 |                              | Little Richard      | — | Roberta Flack                    |
| 1986 |                              | Elvis Presley       | — | Julian và Sean Lennon            |
| 1987 |                              | The Coasters        | Bao gồm Carl Gardner, Cornell Gunter, Billy Guy và Will "Dub" Jones.                                                  | Lester Sill                      |
| 1987 |                              | Eddie Cochran       | — | Mick Jones                       |
| 1987 |                              | Bo Diddley          | — | ZZ Top[N2]                       |
| 1987 |                              | Aretha Franklin     | — | Keith Richards[N2]               |
| 1987 |                              | Marvin Gaye         | — | Nick Ashford và Valerie Simpson  |
| 1987 |                              | Bill Haley          | — | Chuck Berry[N3]                  |
| 1987 |                              | B.B. King           | — | Sting[N2]                        |
| 1987 |                              | Clyde McPhatter     | — | Ben E. King[N2]                  |
| 1987 |                              | Ricky Nelson        | — | John Fogerty[N2]                 |
| 1987 |                              | Roy Orbison         | — | Bruce Springsteen[N2]            |
| 1987 | —                            | Carl Perkins        | — | Sam Phillips[N3]                 |
| 1987 |                              | Smokey Robinson     | — | Daryl Hall[N2] và John Oates[N2] |
| 1987 |                              | Big Joe Turner      | — | Doc Pomus[N2]                    |
| 1987 |                              | Muddy Waters        | — | Paul Butterfield[N2]             |
| 1987 |                              | Jackie Wilson       | — | Peter Wolf                       |
| 1988 |                              | The Beach Boys      | Bao gồm Al Jardine, Mike Love, Brian Wilson, Carl Wilson và Dennis Wilson.                                            | Elton John[N2]                   |
| 1988 |                              | The Beatles         | Bao gồm George Harrison, John Lennon, Paul McCartney, Ringo Starr.                                                    | Mick Jagger[N2]                  |
| 1988 |                              | The Drifters        | Bao gồm Ben E. King, Rudy Lewis, Clyde McPhatter, Johnny Moore, Bill Pinkney, Charlie Thomas và Gerhart Thrasher.     | Billy Joel[N2]                   |
| 1988 |                              | Bob Dylan           | — | Bruce Springsteen[N2]            |
| 1988 |                              | The Supremes        | Bao gồm Florence Ballard, Diana Ross và Mary Wilson.                                                                  | Little Richard[N3]               |
| 1989 |                              | Dion                | — | Lou Reed[N2]                     |
| 1989 | Otis Redding in January 1967 | Otis Redding        | — | Little Richard[N3]               |
| 1989 |                              | The Rolling Stones  | Bao gồm Mick Jagger, Brian Jones, Keith Richards, Ian Stewart, Mick Taylor, Charlie Watts, Ronnie Wood và Bill Wyman. | Pete Townshend[N2]               |
| 1989 |                              | The Temptations     | Bao gồm Dennis Edwards, Melvin Franklin, Eddie Kendricks, David Ruffin, Otis Williams và Paul Williams.               | Daryl Hall[N2] và John Oates[N2] |
| 1989 |                              | Stevie Wonder       | — | Paul Simon[N2]                   |

#### Thập niên 1990
| Năm  | Ảnh                                                                | Nghệ sĩ                       | Những thành viên được tiến cử | Người tiến cử                                         |
| ---- | ------------------------------------------------------------------ | ----------------------------- | --- | ----------------------------------------------------- |
| 1990 | —                                                                  | Hank Ballard                  | — | Boz Scaggs                                            |
| 1990 |                                                                    | Bobby Darin                   | — | Paul Anka                                             |
| 1990 |                                                                    | The Four Seasons              | Bao gồm Tom DeVito, Bob Gaudio, Nick Massi và Frankie Valli. | Bob Crewe                                             |
| 1990 |                                                                    | Four Tops                     | Bao gồm Renaldo "Obie" Benson, Abdul "Duke" Fakir, Lawrence Payton và Levi Stubbs. | Stevie Wonder[N3]                                     |
| 1990 |                                                                    | The Kinks                     | Bao gồm Mick Avory, Dave Davies, Ray Davies và Pete Quaife. | Graham Nash[N2]                                       |
| 1990 | —                                                                  | The Platters                  | Bao gồm David Lynch, Herb Reed, Paul Robi, Zola Taylor và Tony Williams. | Phil Spector[N3]                                      |
| 1990 | Simon and Garfunkel                                                | Simon & Garfunkel             | Bao gồm Paul Simon và Art Garfunkel. | James Taylor[N2]                                      |
| 1990 |                                                                    | The Who                       | Bao gồm Roger Daltrey, John Entwistle, Keith Moon và Pete Townshend. | U2[N2]                                                |
| 1991 |                                                                    | LaVern Baker                  | — | Chaka Khan                                            |
| 1991 | —                                                                  | The Byrds                     | Bao gồm Gene Clark, Michael Clarke, David Crosby, Chris Hillman và Roger McGuinn. | Don Henley[N2]                                        |
| 1991 |                                                                    | John Lee Hooker               | — | Bonnie Raitt[N2]                                      |
| 1991 | —                                                                  | The Impressions               | Bao gồm Arthur Brooks, Richard Brooks, Jerry Butler, Fred Cash, Sam Gooden và Curtis Mayfield. | Tracy Chapman                                         |
| 1991 | —                                                                  | Wilson Pickett                | — | Bobby Brown                                           |
| 1991 | —                                                                  | Jimmy Reed                    | — | ZZ Top[N2]                                            |
| 1991 |                                                                    | Ike & Tina Turner             | Bao gồm Ike Turner và Tina Turner. | Phil Spector[N3]                                      |
| 1992 |                                                                    | Bobby "Blue" Bland            | — | B.B. King[N3]                                         |
| 1992 |                                                                    | Booker T. & the M.G.'s        | Bao gồm Booker T. Jones, Steve Cropper, Donald "Duck" Dunn, Al Jackson, Jr. và Lewie Steinberg. | Jim Stewart                                           |
| 1992 |                                                                    | Johnny Cash                   | — | Lyle Lovett                                           |
| 1992 | —                                                                  | The Isley Brothers            | Bao gồm Ernie Isley, Marvin Isley, O'Kelly Isley, Jr., Ronald Isley, Rudolph Isley và Chris Jasper. | Little Richard[N3]                                    |
| 1992 |                                                                    | The Jimi Hendrix Experience   | Bao gồm Jimi Hendrix, Mitch Mitchell và Noel Redding. | Neil Young[N2]                                        |
| 1992 |                                                                    | Sam & Dave                    | Bao gồm Sam Moore và Dave Prater. | Billy Joel[N2]                                        |
| 1992 |                                                                    | The Yardbirds                 | Bao gồm Jeff Beck, Eric Clapton, Chris Dreja, Jim McCarty, Jimmy Page, Keith Relf và Paul Samwell-Smith. | The Edge[N2]                                          |
| 1993 |                                                                    | Ruth Brown                    | — | Bonnie Raitt[N2]                                      |
| 1993 |                                                                    | Cream                         | Bao gồm Ginger Baker, Jack Bruce và Eric Clapton. | ZZ Top[N2]                                            |
| 1993 |                                                                    | Creedence Clearwater Revival  | Bao gồm Doug Clifford, Stu Cook, John Fogerty và Tom Fogerty. | Bruce Springsteen[N2]                                 |
| 1993 |                                                                    | The Doors                     | Bao gồm John Densmore, Robby Krieger, Ray Manzarek và Jim Morrison. | Eddie Vedder[N2]                                      |
| 1993 |                                                                    | Frankie Lymon & The Teenagers | Bao gồm Sherman Garnes, Frankie Lymon, Jimmy Merchant, Joe Negroni và Herman Santiago | Boyz II Men                                           |
| 1993 |                                                                    | Etta James                    | — | k.d. lang                                             |
| 1993 |                                                                    | Van Morrison                  | — | Robbie Robertson[N2]                                  |
| 1993 | —                                                                  | Sly and the Family Stone      | Bao gồm Gregg Errico, Larry Graham, Jerry Martini, Cynthia Robinson, Freddie Stone, Rosie Stone và Sly Stone. | George Clinton[N2]                                    |
| 1994 |                                                                    | The Animals                   | Bao gồm Eric Burdon, Chas Chandler, Alan Price, John Steel và Hilton Valentine. | Dave Pirner                                           |
| 1994 | The Band trên sân khấu cùng Bob Dylan (Dylan không thuộc The band) | The Band                      | Bao gồm Rick Danko, Levon Helm, Garth Hudson, Richard Manuel và Robbie Robertson. | Eric Clapton[N3]                                      |
| 1994 |                                                                    | Duane Eddy                    | — | Mick Jones                                            |
| 1994 |                                                                    | Grateful Dead                 | Bao gồm Tom Constanten, Jerry Garcia, Donna Jean Godchaux, Keith Godchaux, Mickey Hart, Robert Hunter, Bill Kreutzmann, Phil Lesh, Ron McKernan, Brent Mydland, Bob Weir và Vince Welnick.                                                                              | Bruce Hornsby                                         |
| 1994 |                                                                    | Elton John                    | — | Axl Rose[N2]                                          |
| 1994 |                                                                    | John Lennon                   | — | Paul McCartney[N3]                                    |
| 1994 |                                                                    | Bob Marley                    | — | Bono[N2]                                              |
| 1994 |                                                                    | Rod Stewart                   | — | Jeff Beck[N3]                                         |
| 1995 |                                                                    | The Allman Brothers Band      | Bao gồm Duane Allman, Gregg Allman, Dickey Betts, Jai Johanny Johanson, Berry Oakley và Butch Trucks. | Willie Nelson                                         |
| 1995 |                                                                    | Al Green                      | — | Natalie Cole                                          |
| 1995 |                                                                    | Janis Joplin                  | — | Melissa Etheridge                                     |
| 1995 |                                                                    | Led Zeppelin                  | Bao gồm John Bonham, John Paul Jones, Jimmy Page và Robert Plant | Steven Tyler[N2] và Joe Perry[N2]                     |
| 1995 |                                                                    | Martha and the Vandellas      | Bao gồm Martha Reeves, Rosalind Ashford, Betty Kelly, Lois Reeves và Annette Beard. | Fred Schneider và Kate Pierson                        |
| 1995 |                                                                    | Neil Young                    | — | Eddie Vedder[N2]                                      |
| 1995 |                                                                    | Frank Zappa                   | — | Lou Reed[N2]                                          |
| 1996 |                                                                    | David Bowie                   | — | Madonna[N2] và David Byrne[N2]                        |
| 1996 |                                                                    | Gladys Knight & the Pips      | Bao gồm William Guest, Gladys Knight, Merald "Bubba" Knight và Edward Patten. | Mariah Carey                                          |
| 1996 | —                                                                  | Jefferson Airplane            | Bao gồm Marty Balin, Jack Casady, Spencer Dryden, Paul Kantner, Jorma Kaukonen và Grace Slick. | Mickey Hart[N3] and Phil Lesh[N3]                     |
| 1996 | —                                                                  | Little Willie John            | — | Stevie Wonder[N3]                                     |
| 1996 |                                                                    | Pink Floyd                    | Bao gồm Syd Barrett, David Gilmour, Nick Mason, Roger Waters và Rick Wright. | Billy Corgan                                          |
| 1996 |                                                                    | The Shirelles                 | Bao gồm Shirley Alston Reeves, Addie Harris, Doris Kenner-Jackson và Beverly Lee. | Merry Clayton, Marianne Faithfull và Darlene Love[N2] |
| 1996 |                                                                    | The Velvet Underground        | Bao gồm John Cale, Sterling Morrison, Lou Reed và Maureen Tucker. | Patti Smith[N2]                                       |
| 1997 |                                                                    | Bee Gees                      | Bao gồm Barry Gibb, Maurice Gibb và Robin Gibb. | Brian Wilson[N3]                                      |
| 1997 | —                                                                  | Buffalo Springfield           | Bao gồm Richie Furay, Dewey Martin, Bruce Palmer, Stephen Stills và Neil Young. | Tom Petty[N2]                                         |
| 1997 |                                                                    | Crosby, Stills & Nash         | Bao gồm David Crosby, Graham Nash và Stephen Stills. | James Taylor[N2]                                      |
| 1997 |                                                                    | The Jackson 5                 | Bao gồm Jackie Jackson, Jermaine Jackson, Marlon Jackson, Michael Jackson và Tito Jackson. | Diana Ross[N3]                                        |
| 1997 |                                                                    | Joni Mitchell                 | — | Shawn Colvin                                          |
| 1997 |                                                                    | Parliament-Funkadelic         | Bao gồm Jerome Brailey, George Clinton, Bootsy Collins, Raymond Davis, Tiki Fulwood, Glen Goins, Michael Hampton, Fuzzy Haskins, Eddie Hazel, Walter Morrison, Cordell Mosson, William "Billy Bass" Nelson, Garry Shider, Calvin Simon, Grady Thomas và Bernie Worrell. | Prince[N2]                                            |
| 1997 |                                                                    | The Rascals                   | Bao gồm Eddie Brigati, Felix Cavaliere, Gene Cornish và Dino Danelli. | Steven Van Zandt[N2]                                  |
| 1998 |                                                                    | Eagles                        | Bao gồm Don Felder, Glenn Frey, Don Henley, Bernie Leadon, Randy Meisner, Timothy B. Schmit và Joe Walsh. | Jimmy Buffett                                         |
| 1998 | Stevie Nicks and Lindsey Buckingham                                | Fleetwood Mac                 | Bao gồm Lindsey Buckingham, Mick Fleetwood, Peter Green, Danny Kirwan, Christine McVie, John McVie, Stevie Nicks và Jeremy Spencer. | Sheryl Crow                                           |
| 1998 |                                                                    | The Mamas & the Papas         | Bao gồm Denny Doherty, Cass Elliot, John Phillips và Michelle Phillips. | Shania Twain                                          |
| 1998 |                                                                    | Lloyd Price                   | — | Tony Rich                                             |
| 1998 |                                                                    | Santana                       | Bao gồm Jose Chepito Areas, David Brown, Mike Carabello, Gregg Rolie, Carlos Santana và Michael Shrieve. | John Popper                                           |
| 1998 | —                                                                  | Gene Vincent                  | — | John Fogerty[N3]                                      |
| 1999 |                                                                    | Billy Joel                    | — | Ray Charles[N3]                                       |
| 1999 |                                                                    | Curtis Mayfield               | — | Sean Combs                                            |
| 1999 |                                                                    | Paul McCartney                | — | Neil Young[N3]                                        |
| 1999 |                                                                    | Del Shannon                   | — | Art Alexakis                                          |
| 1999 |                                                                    | Dusty Springfield             | — | Elton John[N3]                                        |
| 1999 |                                                                    | Bruce Springsteen             | — | Bono[N2]                                              |
| 1999 |                                                                    | The Staple Singers            | Bao gồm Cleotha Staples, Mavis Staples, Pervis Staples, Pops Staples và Yvonne Staples. | Lauryn Hill                                           |

#### Thập niên 2000
| Năm  | Ảnh                                   | Nghệ sĩ                                | Những thành viên được tiến cử | Người tiến cử                         |
| ---- | ------------------------------------- | -------------------------------------- | --- | ------------------------------------- |
| 2000 |                                       | Eric Clapton                           | — | Robbie Robertson[N3]                  |
| 2000 |                                       | Earth, Wind & Fire                     | Bao gồm Philip Bailey, Larry Dunn, Johnny Graham, Ralph Johnson, Al McKay, Fred White, Maurice White, Verdine White và Andrew Woolfolk. | Lil Kim                               |
| 2000 |                                       | The Lovin' Spoonful                    | Bao gồm Steve Boone, Joe Butler, John Sebastian và Zal Yanovsky.                                                                        | John Mellencamp[N2]                   |
| 2000 |                                       | The Moonglows                          | Bao gồm Prentiss Barnes, Harvey Fuqua, Peter Graves, Billy Johnson và Bobby Lester.                                                     | Paul Simon[N3]                        |
| 2000 |                                       | Bonnie Raitt                           | — | Melissa Etheridge                     |
| 2000 |                                       | James Taylor                           | — | Paul McCartney[N3]                    |
| 2001 |                                       | Aerosmith                              | Bao gồm Tom Hamilton, Joey Kramer, Joe Perry, Steven Tyler và Brad Whitford.                                                            | Kid Rock                              |
| 2001 |                                       | Solomon Burke                          | — | Mary J. Blige                         |
| 2001 | —                                     | The Flamingos                          | Bao gồm Jake Carey, Zeke Carey, Johnny Carter, Tommy Hunt, Terry "Buzzy" Johnson, Sollie McElroy, Nate Nelson và Paul Wilson.           | Frankie Valli[N3]                     |
| 2001 |                                       | Michael Jackson                        | — | NSYNC                                 |
| 2001 |                                       | Queen                                  | Bao gồm John Deacon, Brian May, Freddie Mercury và Roger Taylor.                                                                        | Dave Grohl[N2] và Taylor Hawkins      |
| 2001 |                                       | Paul Simon                             | — | Marc Anthony                          |
| 2001 |                                       | Steely Dan                             | Bao gồm Walter Becker và Donald Fagen.                                                                                                  | Moby                                  |
| 2001 |                                       | Ritchie Valens                         | — | Ricky Martin                          |
| 2002 |                                       | Isaac Hayes                            | — | Alicia Keys                           |
| 2002 |                                       | Brenda Lee                             | — | Jewel                                 |
| 2002 | Tom Petty                             | Tom Petty and the Heartbreakers        | Bao gồm Tom Petty, Ron Blair, Mike Campbell, Howie Epstein, Stan Lynch và Benmont Tench.                                                | Jakob Dylan                           |
| 2002 |                                       | Gene Pitney                            | — | Darlene Love[N2]                      |
| 2002 |                                       | Ramones                                | Bao gồm Dee Dee Ramone, Joey Ramone, Johnny Ramone, Marky Ramone và Tommy Ramone.                                                       | Eddie Vedder[N2]                      |
| 2002 |                                       | Talking Heads                          | Bao gồm David Byrne, Chris Frantz, Jerry Harrison và Tina Weymouth.                                                                     | Anthony Kiedis[N2]                    |
| 2002 | Brian Johnson and Angus Young in 2008 | AC/DC                                  | Bao gồm Brian Johnson, Phil Rudd, Bon Scott, Cliff Williams, Angus Young và Malcolm Young.                                              | Steven Tyler[N3]                      |
| 2002 |                                       | The Clash                              | Bao gồm Terry Chimes, Topper Headon, Mick Jones, Paul Simonon và Joe Strummer.                                                          | The Edge[N2] và Tom Morello           |
| 2002 | Elvis Costello                        | Elvis Costello & the Attractions       | Bao gồm Elvis Costello, Steve Nieve, Bruce Thomas và Pete Thomas.                                                                       | Elton John[N3]                        |
| 2002 |                                       | The Police                             | Bao gồm Stewart Copeland, Sting và Andy Summers.                                                                                        | Gwen Stefani                          |
| 2002 |                                       | The Righteous Brothers                 | Bao gồm Bobby Hatfield và Bill Medley.                                                                                                  | Billy Joel[N3]                        |
| 2004 |                                       | Jackson Browne                         | — | Bruce Springsteen[N3]                 |
| 2004 |                                       | The Dells                              | Bao gồm Verne Allison, Chuck Barksdale, Johnny Carter, Johnny Funches, Marvin Junior, and Michael McGill.                               | Robert Townsend                       |
| 2004 |                                       | George Harrison                        | — | Tom Petty[N3] và Jeff Lynne[N2]       |
| 2004 |                                       | Prince                                 | — | Outkast và Alicia Keys                |
| 2004 |                                       | Bob Seger                              | — | Kid Rock                              |
| 2004 |                                       | Traffic                                | Bao gồm Jim Capaldi, Dave Mason, Steve Winwood và Chris Wood.                                                                           | Dave Matthews                         |
| 2004 |                                       | ZZ Top                                 | Bao gồm Frank Beard, Billy Gibbons và Dusty Hill.                                                                                       | Keith Richards[N3]                    |
| 2005 |                                       | Buddy Guy                              | — | Eric Clapton[N3] và B.B. King[N3]     |
| 2005 |                                       | The O'Jays                             | Bao gồm Eddie Levert, Bobby Massey, William Powell, Sammy Strain và Walter Williams.                                                    | Justin Timberlake                     |
| 2005 |                                       | Pretenders                             | Bao gồm Martin Chambers, Pete Farndon, James Honeyman-Scott và Chrissie Hynde.                                                          | Neil Young[N3]                        |
| 2005 |                                       | Percy Sledge                           | — | Rod Stewart[N3]                       |
| 2005 |                                       | U2                                     | Bao gồm Bono, Adam Clayton, The Edge và Larry Mullen, Jr..                                                                              | Bruce Springsteen[N3]                 |
| 2006 |                                       | Black Sabbath                          | Bao gồm Geezer Butler, Tony Iommi, Ozzy Osbourne và Bill Ward.                                                                          | James Hetfield[N2] và Lars Ulrich[N2] |
| 2006 | Blondie head singer, Deborah Harry    | Blondie                                | Bao gồm Clem Burke, Jimmy Destri, Nigel Harrison, Debbie Harry, Frank Infante, Chris Stein và Gary Valentine.                           | Shirley Manson                        |
| 2006 |                                       | Miles Davis                            | — | Herbie Hancock                        |
| 2006 |                                       | Lynyrd Skynyrd                         | Bao gồm Bob Burns, Allen Collins, Steve Gaines, Ed King, Billy Powell, Artimus Pyle, Gary Rossington, Ronnie Van Zant và Leon Wilkeson. | Kid Rock                              |
| 2006 |                                       | Sex Pistols                            | Bao gồm Paul Cook, Steve Jones, Glen Matlock, Johnny Rotten và Sid Vicious.                                                             | Jann Wenner[N3]                       |
| 2007 |                                       | Grandmaster Flash and The Furious Five | Bao gồm Grandmaster Flash, Cowboy, Kidd Creole, Melle Mel, Rahiem và Scorpio.                                                           | Jay-Z                                 |
| 2007 |                                       | R.E.M.                                 | Bao gồm Bill Berry, Peter Buck, Mike Mills và Michael Stipe.                                                                            | Eddie Vedder[N2]                      |
| 2007 |                                       | The Ronettes                           | Bao gồm Estelle Bennett, Ronnie Spector và Nedra Talley.                                                                                | Keith Richards[N3]                    |
| 2007 |                                       | Patti Smith                            | — | Zack de la Rocha                      |
| 2007 | Van Halen năm 2004                    | Van Halen                              | Bao gồm Michael Anthony, Sammy Hagar, David Lee Roth, Alex Van Halen và Eddie Van Halen.                                                | Velvet Revolver                       |
| 2008 |                                       | The Dave Clark Five                    | Bao gồm Dave Clark, Lenny Davidson, Rick Huxley, Denis Payton và Mike Smith.                                                            | Tom Hanks                             |
| 2008 |                                       | Leonard Cohen                          | — | Lou Reed[N3]                          |
| 2008 |                                       | Madonna                                | — | Justin Timberlake                     |
| 2008 |                                       | John Mellencamp                        | — | Billy Joel[N3]                        |
| 2008 | —                                     | The Ventures                           | Bao gồm Bob Bogle, Nokie Edwards, Gerry McGee, Mel Taylor và Don Wilson.                                                                | John Fogerty[N3]                      |
| 2009 |                                       | Jeff Beck                              | — | Jimmy Page[N3]                        |
| 2009 |                                       | Little Anthony and the Imperials       | Bao gồm Clarence Collins, Anthony Gourdine, Tracy Lord, Glouster "Nat" Rogers, Sammy Strain và Ernest Wright Jr.                        | Smokey Robinson[N3]                   |
| 2009 |                                       | Metallica                              | Bao gồm Cliff Burton, Kirk Hammett, James Hetfield, Jason Newsted, Robert Trujillo và Lars Ulrich.                                      | Flea[N2]                              |
| 2009 | —                                     | Run–D.M.C.                             | Bao gồm Darryl "D.M.C." McDaniels, Jason "Jam-Master Jay" Mizell và Joseph "DJ Run" Simmons.                                            | Eminem                                |
| 2009 |                                       | Bobby Womack                           | — | Ron Wood[N3]                          |

#### Thập niên 2010
| Năm  | Ảnh | Nghệ sĩ                              | Những thành viên được tiến cử | Người tiến cử                     |
| ---- | --- | ------------------------------------ | --- | --------------------------------- |
| 2010 | | ABBA                                 | Bao gồm Benny Andersson, Agnetha Fältskog, Anni-Frid Lyngstad và Björn Ulvaeus. | Barry[N3] and Robin Gibb[N3]      |
| 2010 | | Genesis                              | Bao gồm Tony Banks, Phil Collins, Peter Gabriel, Steve Hackett và Mike Rutherford. | Trey Anastasio                    |
| 2010 | | Jimmy Cliff                          | — | Wyclef Jean                       |
| 2010 | | The Hollies                          | Bao gồm Bernie Calvert, Allan Clarke, Bobby Elliott, Eric Haydock, Tony Hicks, Graham Nash và Terry Sylvester.                                                                             | Steven Van Zandt[N2]              |
| 2010 | | The Stooges                          | Bao gồm Dave Alexander, Ron Asheton, Scott Asheton, Iggy Pop và James Williamson. | Billie Joe Armstrong[N2]          |
| 2011 | Alice Cooper | Alice Cooper                         | Bao gồm Alice Cooper, Michael Bruce, Glen Buxton, Dennis Dunaway và Neal Smith. | Rob Zombie                        |
| 2011 | | Neil Diamond                         | — | Paul Simon[N3]                    |
| 2011 | | Dr. John                             | — | John Legend                       |
| 2011 | | Darlene Love                         | — | Bette Midler                      |
| 2011 | | Tom Waits                            | — | Neil Young[N3]                    |
| 2012 | | Beastie Boys                         | Bao gồm Michael "Mike D" Diamond, Adam "Ad-Rock" Horovitz và Adam "MCA" Yauch. | Chuck D[N2] và LL Cool J          |
| 2012 | — | The Blue Caps                        | Ban nhạc hỗ trợ cho Gene Vincent. Bao gồm Tommy Facenda, Cliff Gallup, Dickie Harrell, Bobby Jones, Johnny Meeks, Jack Neal, Paul Peek và Willie Williams.                                 | Smokey Robinson[N3]               |
| 2012 | | The Comets                           | Ban nhạc hỗ trợ cho Bill Haley. Bao gồm Joey Ambrose, Franny Beecher, Danny Cedrone, Johnny Grande, Ralph Jones, Marshall Lytle, Rudy Pompilli, Al Rex, Dick Richards và Billy Williamson. | Smokey Robinson[N3]               |
| 2012 | | The Crickets                         | Ban nhạc hỗ trợ cho Buddy Holly. Bao gồm Jerry Allison, Sonny Curtis, Joe B. Mauldin, and Niki Sullivan.                                                                                   | Smokey Robinson[N3]               |
| 2012 | | Donovan                              | — | John Mellencamp[N3]               |
| 2012 | — | The Famous Flames                    | Ban nhạc hỗ trợ cho James Brown. Bao gồm Bobby Bennett, Bobby Byrd, Lloyd Stallworth và Johnny Terry.                                                                                      | Smokey Robinson[N3]               |
| 2012 | | Guns N' Roses                        | Bao gồm Steven Adler, Duff McKagan, Dizzy Reed, Axl Rose, Slash, Matt Sorum và Izzy Stradlin.                                                                                              | Green Day[N2]                     |
| 2012 | — | The Midnighters                      | Ban nhạc hỗ trợ cho Hank Ballard. Bao gồm Henry Booth, Cal Green, Arthur Porter, Lawson Smith, Charles Sutton, Norman Thrasher và Sonny Woods.                                             | Smokey Robinson[N3]               |
| 2012 | — | The Miracles                         | Ban nhạc hỗ trợ cho Smokey Robinson. Bao gồm Pete Moore, Claudette Rogers Robinson, Bobby Rogers, Marv Tarplin và Ronald White.                                                            | Smokey Robinson[N3]               |
| 2012 | — | Laura Nyro                           | — | Bette Midler                      |
| 2012 | | Red Hot Chili Peppers                | Bao gồm Flea, John Frusciante, Jack Irons, Anthony Kiedis, Josh Klinghoffer, Cliff Martinez, Hillel Slovak và Chad Smith.                                                                  | Chris Rock                        |
| 2012 | — | Small Faces/Faces                    | Bao gồm Kenney Jones, Ronnie Lane, Ian McLagan, Steve Marriott, Rod Stewart và Ronnie Wood.                                                                                                | Steven Van Zandt[N2]              |
| 2013 | Nancy and Ann Wilson | Heart                                | Bao gồm Michael DeRosier, Roger Fisher, Steve Fossen, Howard Leese, Ann Wilson và Nancy Wilson.                                                                                            | Chris Cornell                     |
| 2013 | — | Albert King                          | — | John Mayer                        |
| 2013 | | Randy Newman                         | — | Don Henley[N3]                    |
| 2013 | | Public Enemy                         | Bao gồm William "Flavor Flav" Drayton, Richard "Professor Griff" Griffin, Norman "Terminator X" Lee Rogers và Carlton "Chuck D" Ridenhour.                                                 | Harry Belafonte và Spike Lee      |
| 2013 | | Rush                                 | Bao gồm Geddy Lee, Alex Lifeson và Neil Peart. | Dave Grohl[N2] và Taylor Hawkins  |
| 2013 | | Donna Summer                         | — | Kelly Rowland                     |
| 2014 | | Peter Gabriel                        | — | Chris Martin                      |
| 2014 | | Hall & Oates                         | Bao gồm Daryl Hall và John Oates. | Questlove                         |
| 2014 | | Kiss                                 | Bao gồm Peter Criss, Ace Frehley, Gene Simmons và Paul Stanley. | Tom Morello                       |
| 2014 | | Nirvana                              | Bao gồm Kurt Cobain, Dave Grohl và Krist Novoselic. | Michael Stipe[N3]                 |
| 2014 | | Linda Ronstadt                       | — | Glenn Frey[N3]                    |
| 2014 | | Cat Stevens                          | — | Art Garfunkel[N3]                 |
| 2015 | | The Paul Butterfield Blues Band      | Bao gồm Paul Butterfield, Mike Bloomfield, Elvin Bishop, Billy Davenport, Mark Naftalin, Jerome Arnold và Sam Lay.                                                                         | Peter Wolf                        |
| 2015 | | Joan Jett & the Blackhearts          | Bao gồm Joan Jett, Gary Ryan, Lee Crystal và Ricky Byrd. | Miley Cyrus                       |
| 2015 | | Lou Reed                             | — | Patti Smith[N3]                   |
| 2015 | | Green Day                            | Bao gồm Billie Joe Armstrong, Tré Cool và Mike Dirnt. | Fall Out Boy                      |
| 2015 | | Stevie Ray Vaughan và Double Trouble | Bao gồm Stevie Ray Vaughan, Chris Layton, Tommy Shannon và Reese Wynans. | John Mayer                        |
| 2015 | | Bill Withers                         | — | Stevie Wonder[N3]                 |
| 2016 | | Cheap Trick                          | Bao gồm Bun E. Carlos, Rick Nielsen, Tom Petersson và Robin Zander. | Kid Rock                          |
| 2016 | | Chicago                              | Bao gồm Peter Cetera, Terry Kath, Robert Lamm, Lee Loughnane, James Pankow, Walter Parazaider và Danny Seraphine.                                                                          | Rob Thomas                        |
| 2016 | | Deep Purple                          | Bao gồm Ritchie Blackmore, David Coverdale, Rod Evans, Ian Gillan, Roger Glover, Glenn Hughes, Jon Lord và Ian Paice.                                                                      | Lars Ulrich[N3]                   |
| 2016 | — | N.W.A                                | Bao gồm DJ Yella, Ice Cube, MC Ren, Eazy-E và Dr. Dre. | Kendrick Lamar                    |
| 2016 | | Steve Miller                         | — | The Black Keys                    |
| 2017 | | Electric Light Orchestra             | Bao gồm Bev Bevan, Jeff Lynne, Richard Tandy và Roy Wood. | Dhani Harrison                    |
| 2017 | | Joan Baez                            | — | Jackson Browne[N3]                |
| 2017 | | Journey                              | Bao gồm Jonathan Cain, Aynsley Dunbar, Steve Perry, Gregg Rolie, Neal Schon, Steve Smith và Ross Valory.                                                                                   | Pat Monahan                       |
| 2017 | | Pearl Jam                            | Bao gồm Jeff Ament, Matt Cameron, Stone Gossard, Dave Krusen, Mike McCready và Eddie Vedder.                                                                                               | David Letterman                   |
| 2017 | — | Tupac Shakur                         | — | Snoop Dogg                        |
| 2017 | | Yes                                  | Bao gồm Jon Anderson, Bill Bruford, Steve Howe, Tony Kaye, Trevor Rabin, Chris Squire, Rick Wakeman và Alan White.                                                                         | Geddy Lee[N3] và Alex Lifeson[N3] |
| 2018 | Bon Jovi tại Montreal năm 2007 trong chuyến lưu diễn Lost Highway Tour.                                                                              | Bon Jovi                             | Jon Bon Jovi, David Bryan, Hugh McDonald, Richie Sambora, Alec John Such và Tico Torres | Howard Stern                      |
| 2018 | | The Cars                             | Elliot Easton, Greg Hawkes, David Robinson, Ric Ocasek, and Benjamin Orr | Brandon Flowers                   |
| 2018 | Dire Straits in Drammenshallen, Norway, 1985 | Dire Straits                         | Alan Clark, Guy Fletcher, John Illsley, David Knopfler, Mark Knopfler và Pick Withers | John Illsley[N4]                  |
| 2018 | The Moody Blues năm 1970 tại Amsterdam Airport Schiphol.                                                                                             | The Moody Blues                      | Graeme Edge, Justin Hayward, Denny Laine, John Lodge, Mike Pinder và Ray Thomas | Ann Wilson[N3]                    |
| 2018 | Simone năm 1975 | Nina Simone                          | — | Mary J. Blige                     |
| 2019 | The Cure trình diễn tại Singapore | The Cure                             | Perry Bamonte, Jason Cooper, Michael Dempsey, Reeves Gabrels, Simon Gallup, Roger O'Donnell, Robert Smith, Porl Thompson, Lol Tolhurst và Boris Williams                                   | Trent Reznor[N2]                  |
| 2019 | Def Leppard năm 2018 | Def Leppard                          | Rick Allen, Vivian Campbell, Phil Collen, Steve Clark, Joe Elliott, Rick Savage và Pete Willis                                                                                             | Brian May[N3]                     |
| 2019 | Janet Jackson biểu diễn trong Unbreakable World Tour tại San Francisco, California vào ngày 14 tháng 10 năm 2015                                     | Janet Jackson                        | — | Janelle Monáe                     |
| 2019 | Stevie Nicks năm 2017 | Stevie Nicks                         | — | Harry Styles                      |
| 2019 | Radiohead ở giữa thập niên 2010 | Radiohead                            | Colin Greenwood, Jonny Greenwood, Ed O'Brien, Philip Selway và Thom Yorke | David Byrne[N3]                   |
| 2019 | Roxy Music trên TopPop năm 1973 | Roxy Music                           | Brian Eno, Bryan Ferry, Eddie Jobson, Andy Mackay, Phil Manzanera, Graham Simpson và Paul Thompson[N5]                                                                                     | Simon Le Bon và John Taylor       |
| 2019 | The Zombies biểu diễn năm 2008 | The Zombies                          | Rod Argent, Paul Atkinson, Colin Blunstone, Hugh Grundy và Chris White | Susanna Hoffs                     |
| 2020 | Depeche Mode, 2006 | Depeche Mode                         | Vince Clarke, Andy Fletcher, Dave Gahan, Martin Gore, Alan Wilder |                                   |
| 2020 | The Doobie Brothers năm 1974 | The Doobie Brothers                  | Jeff "Skunk" Baxter, John Hartman, Michael Hossack, Tom Johnston, Keith Knudsen, Michael McDonald, John McFee, Tiran Porter, Patrick Simmons                                               |                                   |
| 2020 | Whitney Houston năm 1991 | Whitney Houston                      | [ 135 ] |                                   |
| 2020 | NIN tại Lollapalooza năm 1991 | Nine Inch Nails                      | Trent Reznor |                                   |
| 2020 | | The Notorious B.I.G.                 | [ 137 ] | Sean Combs                        |
| 2020 | Photo of Marc Bolan (T Rex) from a 1973 ABC Television In Concert performance.                                                                       | T. Rex                               | Marc Bolan, Steve Currie, Mickey Finn, and Bill Legend | Ringo Starr[N3]                   |
| 2021 | Foo Fighters after performing in June 2018. From left to right: Chris Shiflett, Taylor Hawkins, Dave Grohl, Nate Mendel, Rami Jaffee, and Pat Smear. | Foo Fighters                         | Dave Grohl, Taylor Hawkins, Rami Jaffee, Nate Mendel, Chris Shiflett, và Pat Smear | Paul McCartney[N3]                |
| 2021 | Go Go's in 2012 | The Go-Go's                          | Charlotte Caffey, Belinda Carlisle, Gina Schock, Kathy Valentine, và Jane Wiedlin | Drew Barrymore                    |
| 2021 | Jay-Z 2011 | Jay-Z                                | | Dave Chappelle                    |
| 2021 | Carole King 2002 | Carole King                          | Taylor Swift |                                   |
| 2021 | Todd Rundgren 1978 | Todd Rundgren                        | Patti Smith[N3] |                                   |
| 2021 | Tina Turner | Tina Turner                          | Angela Bassett |                                   |
| 2022 | | Pat Benatar                          | Pat Benatar và Neil Giraldo[N7] |                                   |
| 2022 | | Duran Duran                          | Warren Cuccurullo, Simon Le Bon, Nick Rhodes, Andy Taylor, John Taylor, và Roger Taylor |                                   |
| 2022 | Eminem |                                      | |                                   |
| 2022 | | Eurythmics                           | Annie Lennox và Dave Stewart |                                   |
| 2022 | Dolly Parton |                                      | |                                   |
| 2022 | Lionel Richie |                                      | |                                   |
| 2022 | Carly Simon |                                      | |                                   |

### Nghệ sĩ có ảnh hưởng sớm

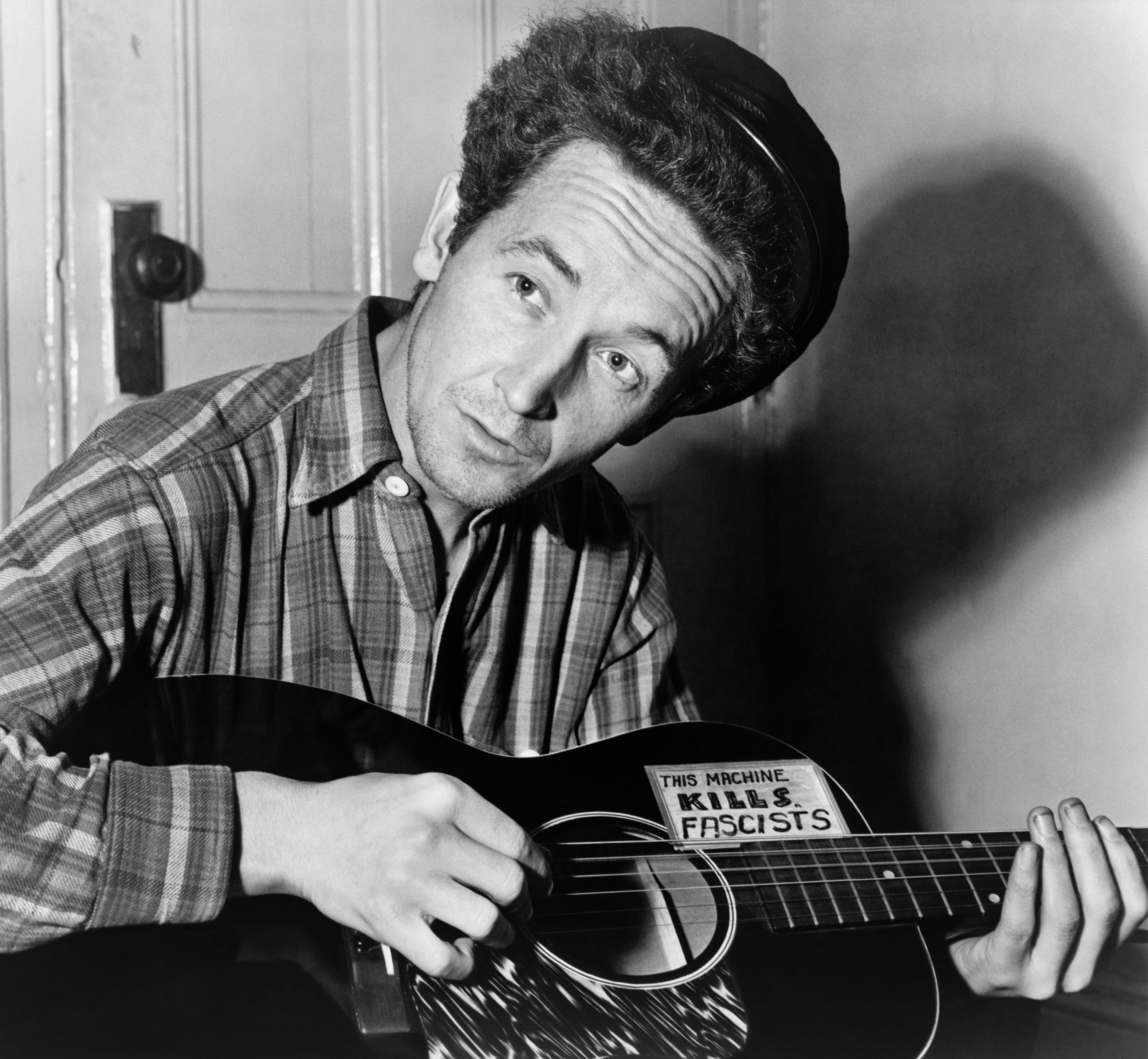
Woody Guthrie, bổ nhiệm năm 1988.

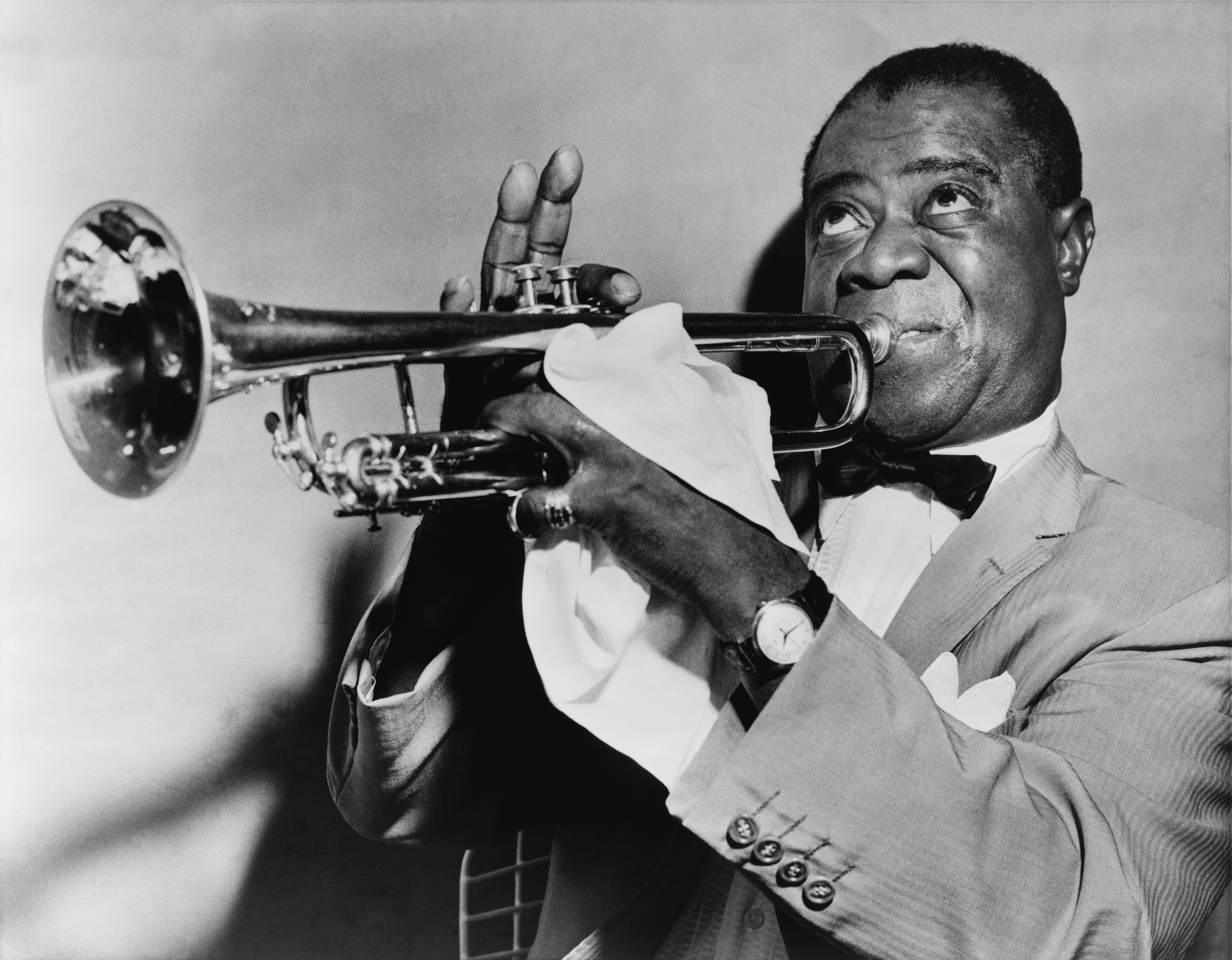
Louis Armstrong, bổ nhiệm năm 1990.

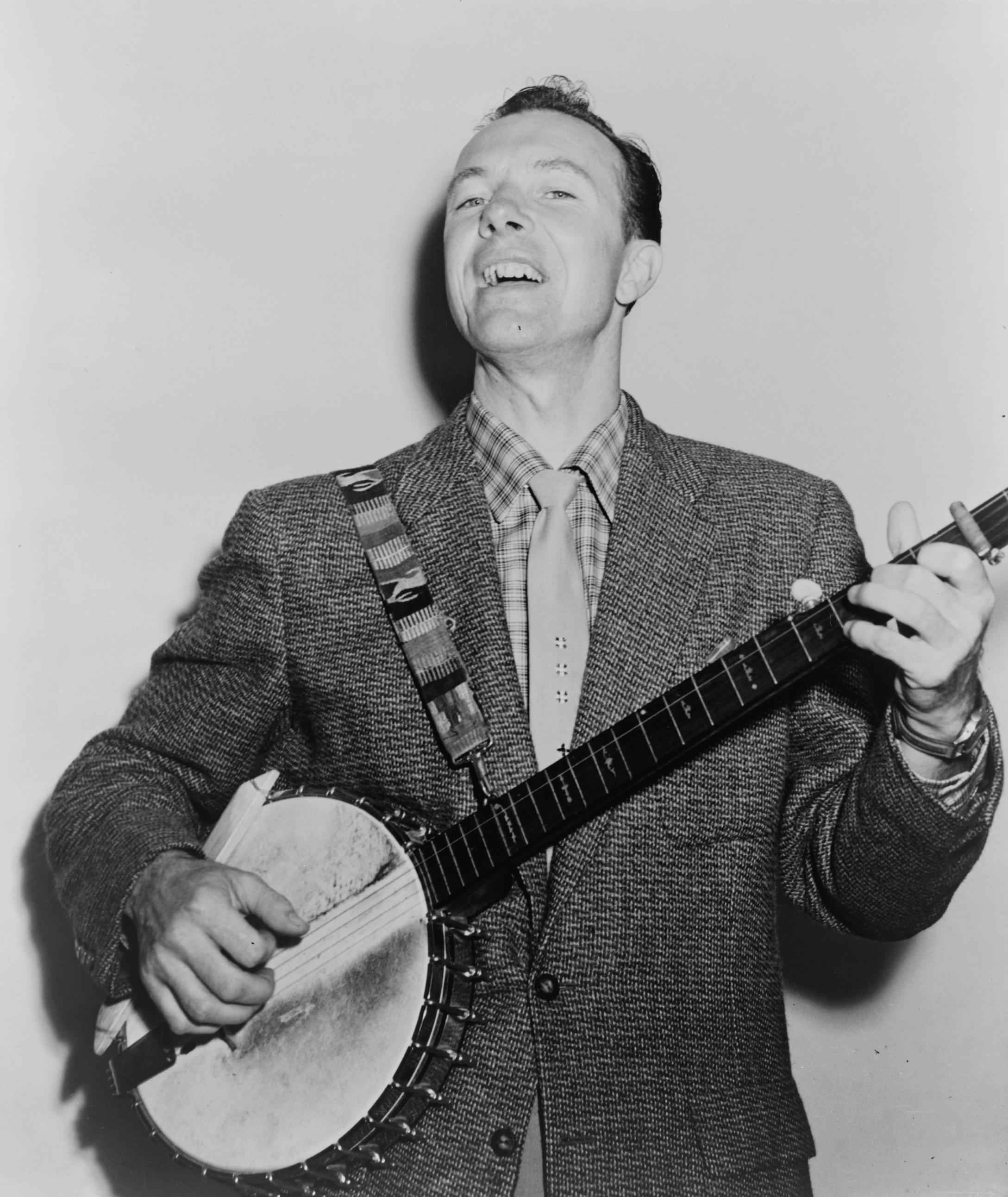
Pete Seeger, bổ nhiệm năm 1996.

Nghệ sĩ vinh danh trong hạng mục này là những người "sở hữu âm nhạc có trước thời rock and roll nhưng mang những ảnh hưởng đến sự phát triển của rock and roll và gây cảm hứng cho nhiều nghệ sĩ dẫn đầu nhạc rock." Khác với những hạng mục biểu diễn khác, những nghệ sĩ này được lựa chọn bởi một ủy ban. Quá trình đầy đủ không được tiết lộ minh bạch và không rõ ai là người nằm trong ủy ban lựa chọn.
| Năm  | Hình ảnh         | Tên                            | Những thành viên được tiến cử | Người tiến cử                      |
| ---- | ---------------- | ------------------------------ | --- | ---------------------------------- |
| 1986 |                  | Jimmie Rodgers                 | | Jerry Wexler                       |
| 1986 |                  | Jimmy Yancey                   | Ahmet Ertegun |                                    |
| 1986 |                  | Robert Johnson                 | Robert Palmer |                                    |
| 1987 |                  | Louis Jordan                   | Seymour Stein |                                    |
| 1987 | T-Bone Walker    |                                | Seymour Stein |                                    |
| 1987 | Hank Williams    |                                | Seymour Stein |                                    |
| 1988 |                  | Woody Guthrie                  | Neil Young |                                    |
| 1988 |                  | Lead Belly                     | Pete Seeger |                                    |
| 1988 |                  | Les Paul                       | Jeff Beck |                                    |
| 1989 |                  | The Ink Spots                  | Bill Kenny, Charlie Fuqua, Deek Watson, Jerry Daniels, và Orville "Hoppy" Jones                                                        | Bobby McFerrin                     |
| 1989 |                  | Bessie Smith                   | | Anita Baker                        |
| 1989 |                  | The Soul Stirrers              | Roy Crain Sr., R. H. Harris, Jesse Farley, và E. A. Rundless                                                                           | Al Green                           |
| 1990 |                  | Charlie Christian              | | Vernon Reid                        |
| 1990 |                  | Louis Armstrong                | Rickie Lee Jones |                                    |
| 1990 |                  | Ma Rainey                      | Bonnie Raitt |                                    |
| 1991 |                  | Howlin' Wolf                   | Robert Cray |                                    |
| 1992 |                  | Elmore James                   | Robbie Robertson |                                    |
| 1992 |                  | Professor Longhair             | Aaron Neville |                                    |
| 1993 |                  | Dinah Washington               | Natalie Cole |                                    |
| 1994 |                  | Willie Dixon                   | Chuck Berry |                                    |
| 1995 |                  | The Orioles                    | Sonny Til, Tommy Gaither, George Nelson, Johnny Reed, và Alexander Sharp                                                               | Deborah Chessler and Seymour Stein |
| 1996 |                  | Pete Seeger                    | | Arlo Guthrie and Harry Belafonte   |
| 1997 |                  | Mahalia Jackson                | Mavis Staples |                                    |
| 1997 |                  | Bill Monroe                    | Ricky Skaggs and Emmylou Harris |                                    |
| 1998 |                  | Jelly Roll Morton              | Ahmet Ertegun |                                    |
| 1999 |                  | Bob Wills & His Texas Playboys | Bob Wills, Tommy Duncan, Leon McAuliffe, Johnny Gimble, Joe "Jody" Holley, Tiny Moore, Herb Remington, Eldon Shamblin, và Al Stricklin | Chris Isaak                        |
| 1999 |                  | Charles Brown                  | | Bonnie Raitt                       |
| 2000 |                  | Nat King Cole                  | Ray Charles |                                    |
| 2000 |                  | Billie Holiday                 | Diana Ross |                                    |
| 2009 |                  | Wanda Jackson[A]               | Rosanne Cash |                                    |
| 2012 |                  | Freddie King[A]                | Billy Gibbons and Dusty Hill |                                    |
| 2015 |                  | The "5" Royales[A]             | John L. Tanner, Eugene Tanner, James E. Moore, Obadiah H. Carter và Lowman Pauling, Jr                                                 | Steve Cropper                      |
| 2018 |                  | Sister Rosetta Tharpe[A]       | | Brittany Howard                    |
| 2021 |                  | Kraftwerk[A]                   | Ralf Hütter, Florian Schneider, Karl Bartos, and Wolfgang Flür                                                                         | Pharrell Williams                  |
| 2021 |                  | Charley Patton                 | | Gary Clark Jr.                     |
| 2021 |                  | Gil Scott-Heron                | Common |                                    |
| 2022 |                  | Harry Belafonte                | |                                    |
| 2022 | Elizabeth Cotten |                                | |                                    |

### Nhân vật không phải nghệ sĩ trình diễn (giải Ahmet Ertegun)

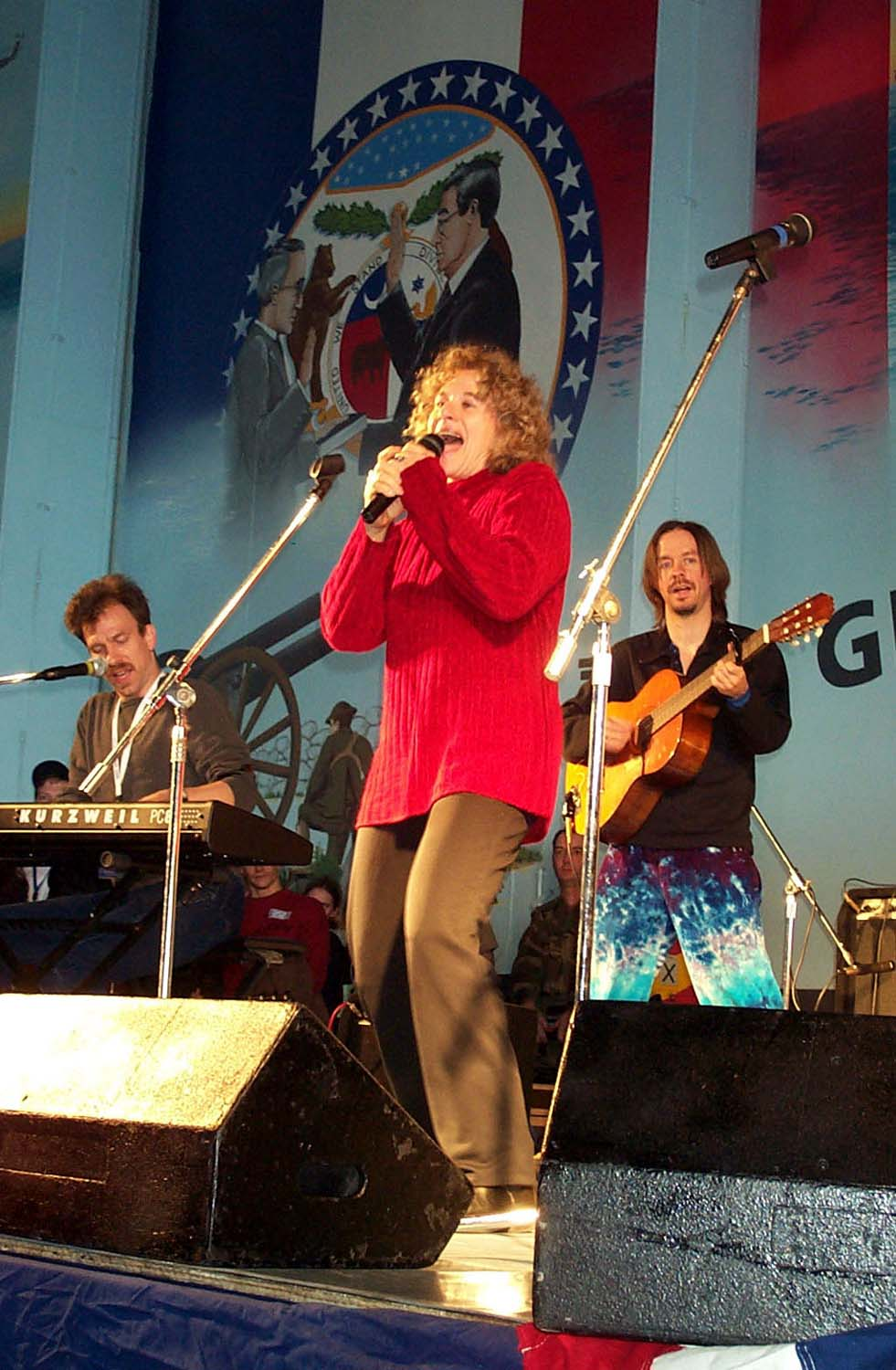
Carole King, bổ nhiệm năm 1990

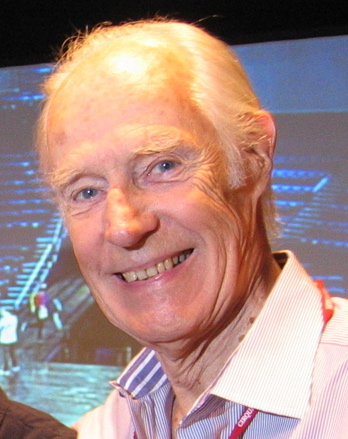
George Martin, bổ nhiệm năm 1999

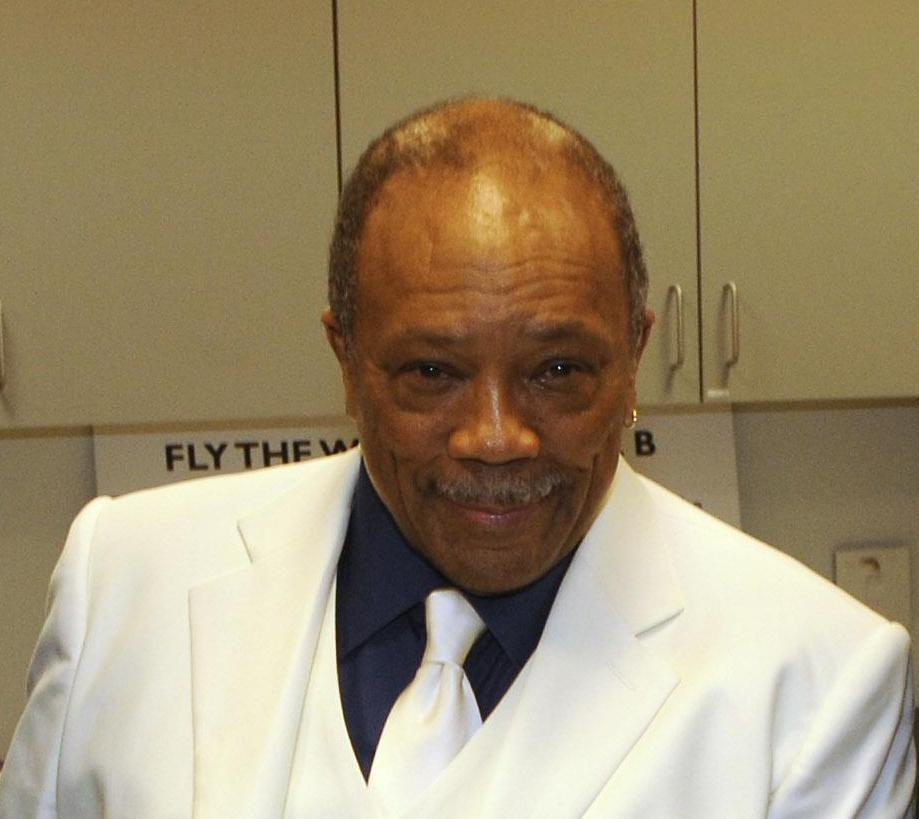
Quincy Jones, bổ nhiệm năm 2013

Nghệ sĩ vinh danh trong hạng mục này là "những người viết bài hát, nhà sản xuất, DJ, giám đốc sản xuất, nhà báo và những chuyên gia của ngành công nghiệp có những ảnh hưởng lớn đến sự phát triển của rock and roll." Nhiều người trong hạng mục này cũng là nghệ sĩ trình diễn. Những nghệ sĩ này được chọn lọc bởi cùng một ủy bản của hạng mục "Nghệ sĩ có ảnh hưởng sớm". Quá trình đầy đủ không được tiết lộ minh bạch và không rõ ai là người nằm trong ủy ban lựa chọn. Hạng mục này bị chỉ trích vì bỏ sót nhiều cái tên nổi bật và không tiết lộ đầy đủ tiêu chí bình chọn. Vào năm 2008, hạng mục đổi tên thành "Giải thưởng Ahmet Ertegün".
| Năm  | Hình ảnh                      | Tên                           | Người tiến cử                             |
| ---- | ----------------------------- | ----------------------------- | ----------------------------------------- |
| 1986 |                               | Alan Freed                    | Norm N. Nite and Scott Muni               |
| 1986 |                               | Sam Phillips                  | Jerry Lee Lewis                           |
| 1986 |                               | John Hammond                  | Ahmet Ertegun                             |
| 1987 |                               | Leonard Chess                 | Ewart Abner                               |
| 1987 |                               | Ahmet Ertegun                 | Jann Wenner and Walter Yetnikoff          |
| 1987 |                               | Jerry Leiber and Mike Stoller | Brian Wilson                              |
| 1987 |                               | Jerry Wexler                  | Jann Wenner                               |
| 1988 |                               | Berry Gordy, Jr.              | Ahmet Ertegun                             |
| 1989 |                               | Phil Spector                  | Tina Turner                               |
| 1990 |                               | Gerry Goffin và Carole King   | Ben E. King                               |
| 1990 |                               | Holland–Dozier–Holland        | Diana Ross                                |
| 1991 |                               | Dave Bartholomew              | The Neville Brothers                      |
| 1991 |                               | Ralph Bass                    | Hank Ballard                              |
| 1991 |                               | Nesuhi Ertegun                | Quincy Jones                              |
| 1992 |                               | Leo Fender                    | Keith Richards                            |
| 1992 |                               | Bill Graham                   | Carlos Santana                            |
| 1992 |                               | Doc Pomus                     | Phil Spector                              |
| 1993 |                               | Dick Clark                    | Dion DiMucci                              |
| 1993 |                               | Milt Gabler                   | Billy Crystal                             |
| 1994 |                               | Johnny Otis                   | Etta James                                |
| 1995 |                               | Paul Ackerman                 | Ahmet Ertegun                             |
| 1996 |                               | Tom Donahue                   | Bob Krasnow                               |
| 1997 |                               | Syd Nathan                    | Seymour Stein                             |
| 1998 |                               | Allen Toussaint               | Robbie Robertson                          |
| 1999 |                               | George Martin                 | Jimmy Iovine                              |
| 2000 |                               | Clive Davis                   | Patti Smith                               |
| 2001 |                               | Chris Blackwell               | Bono                                      |
| 2002 |                               | Jim Stewart                   | Sam Moore and Steve Cropper               |
| 2003 |                               | Mo Ostin                      | Lorne Michaels, Paul Simon and Neil Young |
| 2004 |                               | Jann Wenner                   | Mick Jagger                               |
| 2005 |                               | Frank Barsalona               | Steven Van Zandt                          |
| 2005 |                               | Seymour Stein                 | Ice-T                                     |
| 2006 |                               | Herb Alpert và Jerry Moss     | Sting                                     |
| 2008 |                               | Kenny Gamble and Leon Huff    | Jerry Butler                              |
| 2010 |                               | David Geffen                  | Jackson Browne                            |
| 2010 |                               | Otis Blackwell                | Carole King                               |
| 2010 | Jeff Barry và Ellie Greenwich |                               | Carole King                               |
| 2010 | Mort Shuman                   |                               | Carole King                               |
| 2010 | Jesse Stone                   |                               | Carole King                               |
| 2010 | Barry Mann và Cynthia Weil    |                               | Carole King                               |
| 2011 |                               | Jac Holzman                   | John Densmore                             |
| 2011 |                               | Art Rupe                      | Lloyd Price                               |
| 2012 |                               | Don Kirshner                  | Carole King                               |
| 2013 |                               | Lou Adler                     | Cheech & Chong                            |
| 2013 |                               | Quincy Jones                  | Oprah Winfrey                             |
| 2014 |                               | Brian Epstein                 | Peter Asher                               |
| 2014 | Andrew Loog Oldham            |                               | Peter Asher                               |
| 2016 |                               | Bert Berns                    | Steven Van Zandt                          |
| 2020 |                               | Irving Azoff                  | Don Henley                                |
| 2020 |                               | Jon Landau                    | Bruce Springsteen                         |
| 2021 |                               | Clarence Avant                | Lionel Richie                             |
| 2022 |                               | Allen Grubman                 |                                           |
| 2022 | Jimmy Iovine                  |                               |                                           |
| 2022 | Sylvia Robinson               |                               |                                           |

### Giải thưởng Thành tựu âm nhạc

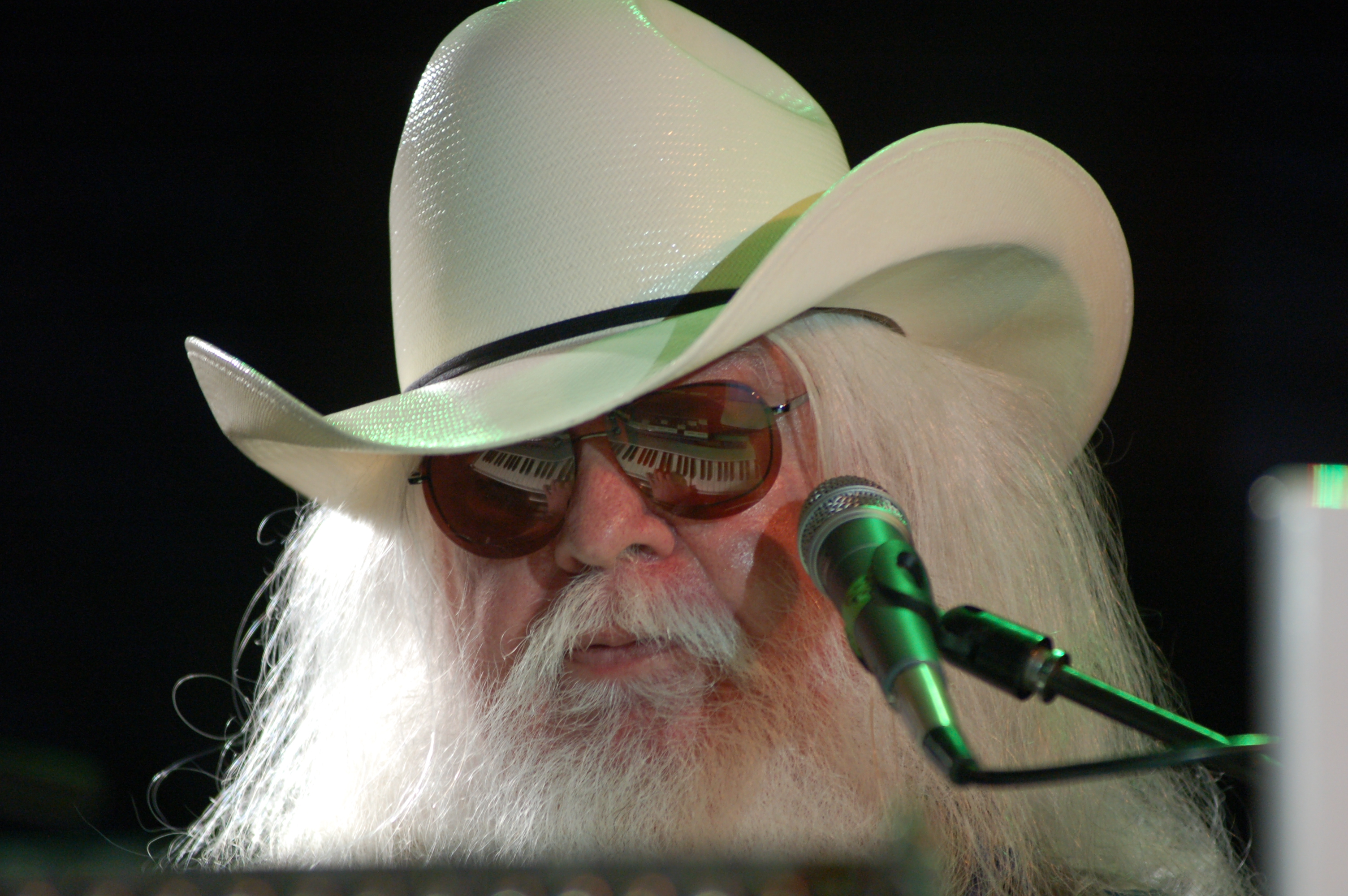
Leon Russell, bổ nhiệm năm 2011.

Mở đầu vào năm 2000, hạng mục này "vinh danh những nhạc sĩ dành cả sự nghiệp trình diễn như những nhạc sĩ chơi đệm cho những nghệ sĩ lớn trong quá trình thu âm và trên sân khấu." Một ủy ban riêng biệt, bao gồm hầu hết là những nhà sản xuất, lựa chọn những người xứng đáng. Vào năm 2010, thể loại này đổi tên thành "Giải thưởng cho Thành tựu âm nhạc". Theo Joel Peresman, Chủ tịch Quỹ Đại sảnh Danh vọng Rock and Roll, "Giải thưởng này giúp chúng tôi linh hoạt tìm hiểu và tìm ra nhiều người có thể không được ghi nhận xứng đáng."

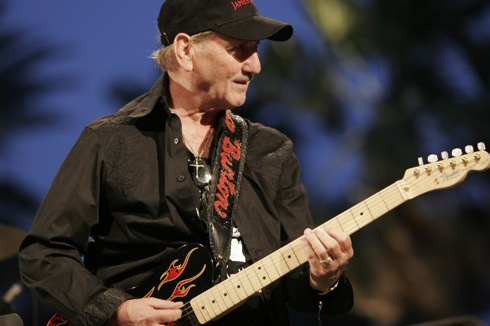
James Burton, bổ nhiệm năm 2001.

| Năm  | Hình                        | Tên                       | Nhạc cụ     | Người tiến cử                 |
| ---- | --------------------------- | ------------------------- | ----------- | ----------------------------- |
| 2000 |                             | Hal Blaine                | Drums       | Jerry Leiber and Mike Stoller |
| 2000 |                             | King Curtis               | Saxophone   | Jerry Leiber and Mike Stoller |
| 2000 | Tập tin:James Jamerson.jpeg | James Jamerson            | Bass guitar | Jerry Leiber and Mike Stoller |
| 2000 |                             | Scotty Moore              | Guitar      | Jerry Leiber and Mike Stoller |
| 2000 |                             | Earl Palmer               | Drums       | Jerry Leiber and Mike Stoller |
| 2001 |                             | James Burton              | Guitar      | Keith Richards                |
| 2001 |                             | Johnnie Johnson           | Piano       | Keith Richards                |
| 2002 |                             | Chet Atkins               | Guitar      | Marty Stuart                  |
| 2003 |                             | Benny Benjamin            | Drums       | Paul Shaffer                  |
| 2003 |                             | Floyd Cramer              | Piano       | Paul Shaffer                  |
| 2003 |                             | Steve Douglas             | Saxophone   | Paul Shaffer                  |
| 2008 |                             | Little Walter             | Harmonica   | Ben Harper                    |
| 2009 |                             | Bill Black                | Bass guitar | Garry Tallent                 |
| 2009 |                             | D. J. Fontana             | Drums       | Max Weinberg                  |
| 2009 |                             | Spooner Oldham            | Keyboard    | Paul Shaffer                  |
| 2011 |                             | Leon Russell              | N/A         | Elton John                    |
| 2012 |                             | Cosimo Matassa            | N/A         | Robbie Robertson              |
| 2012 | Tom Dowd                    |                           | N/A         | Robbie Robertson              |
| 2012 | Glyn Johns                  |                           | N/A         | Robbie Robertson              |
| 2014 |                             | E Street Band[B]          | N/A         | Bruce Springsteen             |
| 2015 |                             | Ringo Starr               | N/A         | Paul McCartney                |
| 2017 |                             | Nile Rodgers[A]           | N/A         | Pharrell Williams             |
| 2021 |                             | LL Cool J[A]              | N/A         | Dr. Dre                       |
| 2021 |                             | Billy Preston             | N/A         | Ringo Starr                   |
| 2021 |                             | Randy Rhoads              | N/A         | Tom Morello                   |
| 2022 |                             | Jimmy Jam and Terry Lewis | N/A         |                               |
| 2022 | Judas Priest[A][C]          |                           | N/A         |                               |

## Vinh danh nhiều lần
Tính đến 2025, chỉ có 21 nghệ sĩ trình diễn được xướng tên hơn hai lần; có 14 người được công nhận dưới cương vị của một nghệ sĩ đơn ca và thành viên ban nhạc—7 người còn lại vinh danh ở 2 ban nhạc khác nhau. Eric Clapton là nghệ sĩ duy nhất vinh danh 3 lần: trong vai trò nghệ sĩ đơn, cùng với The Yardbirds và Cream. Clyde McPhatter là người đầu tiên vinh danh 2 lần và là một trong 3 nghệ sĩ ghi tên ở vị trí nghệ sĩ đơn và sau đó là cùng với ban nhạc, 2 nghệ sĩ còn lại là Neil Young và Rod Stewart. Stephen Stills là nghệ sĩ duy nhất được vinh danh 2 lần trong cùng 1 năm. Crosby, Stills & Nash, ghi danh năm 1997, là ban nhạc duy nhất có tất cả thành viên tiếp tục được vinh danh cùng những nghệ sĩ khác: David Crosby với The Byrds năm 1991, Stephen Stills với Buffalo Springfield năm 1997 và Graham Nash với The Hollies năm 2010. The Beatles, công nhận năm 1988, là ban nhạc duy nhất có tất cả thành viên được ghi nhận cho sự nghiệp đơn ca trong lần bổ nhiệm thứ 2. Ringo Starr là người đầu tiên đứng ở 2 hạng mục khác nhau (cùng The Beatles năm 1988 và "Giải thưởng Thành tựu âm nhạc" năm 2015).
| Tên             | Lần đầu                | Năm  | Lần hai                                    | Năm  | Lần ba      | Năm  |
| --------------- | ---------------------- | ---- | ------------------------------------------ | ---- | ----------- | ---- |
| Jeff Beck       | The Yardbirds          | 1992 | Nghệ sĩ đơn                                | 2009 | —           | —    |
| Johnny Carter   | The Flamingos          | 2001 | The Dells                                  | 2004 | —           | —    |
| Eric Clapton    | The Yardbirds          | 1992 | Cream                                      | 1993 | Nghệ sĩ đơn | 2000 |
| David Crosby    | The Byrds              | 1991 | Crosby, Stills & Nash                      | 1997 | —           | —    |
| Peter Gabriel   | Genesis                | 2010 | Nghệ sĩ đơn                                | 2014 | —           | —    |
| George Harrison | The Beatles            | 1988 | Nghệ sĩ đơn                                | 2004 | —           | —    |
| Michael Jackson | The Jackson Five       | 1997 | Nghệ sĩ đơn                                | 2001 | —           | —    |
| John Lennon     | The Beatles            | 1988 | Nghệ sĩ đơn                                | 1994 | —           | —    |
| Curtis Mayfield | The Impressions        | 1991 | Nghệ sĩ đơn                                | 1999 | —           | —    |
| Paul McCartney  | The Beatles            | 1988 | Nghệ sĩ đơn                                | 1999 | —           | —    |
| Clyde McPhatter | Nghệ sĩ đơn            | 1987 | The Drifters                               | 1988 | —           | —    |
| Graham Nash     | Crosby, Stills & Nash  | 1997 | The Hollies                                | 2010 | —           | —    |
| Jimmy Page      | The Yardbirds          | 1992 | Led Zeppelin                               | 1995 | —           | —    |
| Lou Reed        | The Velvet Underground | 1996 | Nghệ sĩ đơn                                | 2015 | —           | —    |
| Paul Simon      | Simon and Garfunkel    | 1990 | Nghệ sĩ đơn                                | 2001 | —           | —    |
| Ringo Starr     | The Beatles            | 1988 | Giải thưởng Thành tựu âm nhạc, Nghệ sĩ đơn | 2015 | —           | —    |
| Rod Stewart     | Nghệ sĩ đơn            | 1994 | Faces                                      | 2012 | —           | —    |
| Stephen Stills  | Buffalo Springfield    | 1997 | Crosby, Stills & Nash                      | 1997 | —           | —    |
| Sammy Strain    | The O'Jays             | 2005 | Little Anthony & The Imperials             | 2009 | —           | —    |
| Ronnie Wood     | The Rolling Stones     | 1989 | Faces                                      | 2012 | —           | —    |
| Neil Young      | Nghệ sĩ đơn            | 1995 | Buffalo Springfield                        | 1997 | —           | —    |